# El Cool Magnifico
El Cool Magnifico is het vijfde muziekalbum van de West Coast-rapper Coolio. Het album werd uitgegeven op 15 oktober 2002, door Riviera Records. Het album werd geproduceerd door Coolio, Vic. C, Devon Davis en Jamie James.

## Nummers
1. "What is an MC"
2. "Shake It Up"
3. "Cadillac Vogues"
4. "Show Me Love"
5. "I Like Girls"
6. "Ghetto Square Dance"
7. "Would You Still Be Mine"
8. "Sunshine"
9. "Hear Me Now"
10. "Island Hop"
11. "Like This" (samen met Ms. Toi)
12. "Skirrrt" (samen met B-Real)
13. "Knockout Kings"
14. "Gangbangers" (samen met Daz Dillinger & Spade)
15. "Pop Yo Collar"

It Takes a Thief · Gangsta's Paradise · My Soul · Coolio.com · El Cool Magnifico · The Return of the Gangsta · Steal Hear · Fantastic Voyage: The Greatest Hits